# Hostětice

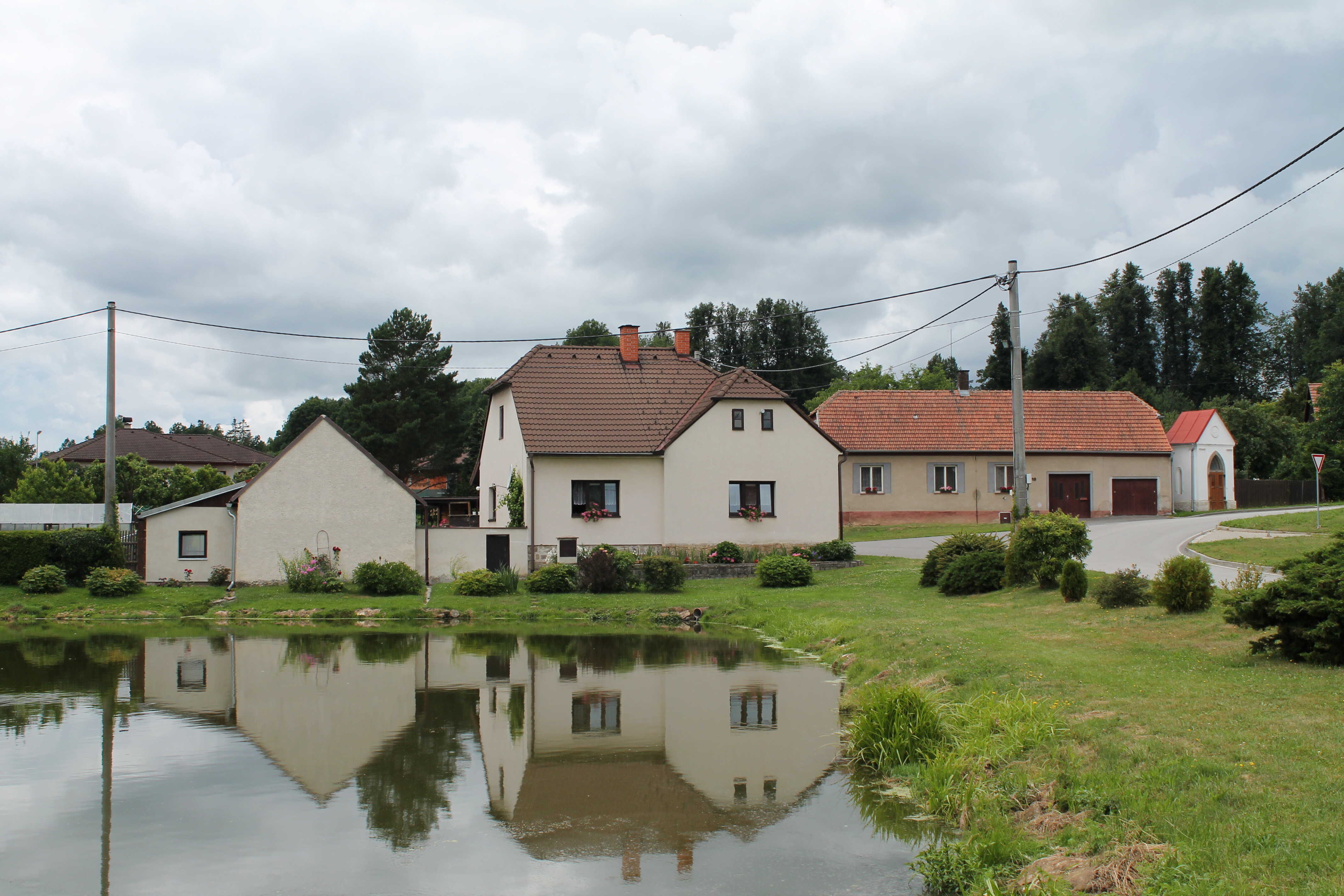
Häuser am Dorfplatz

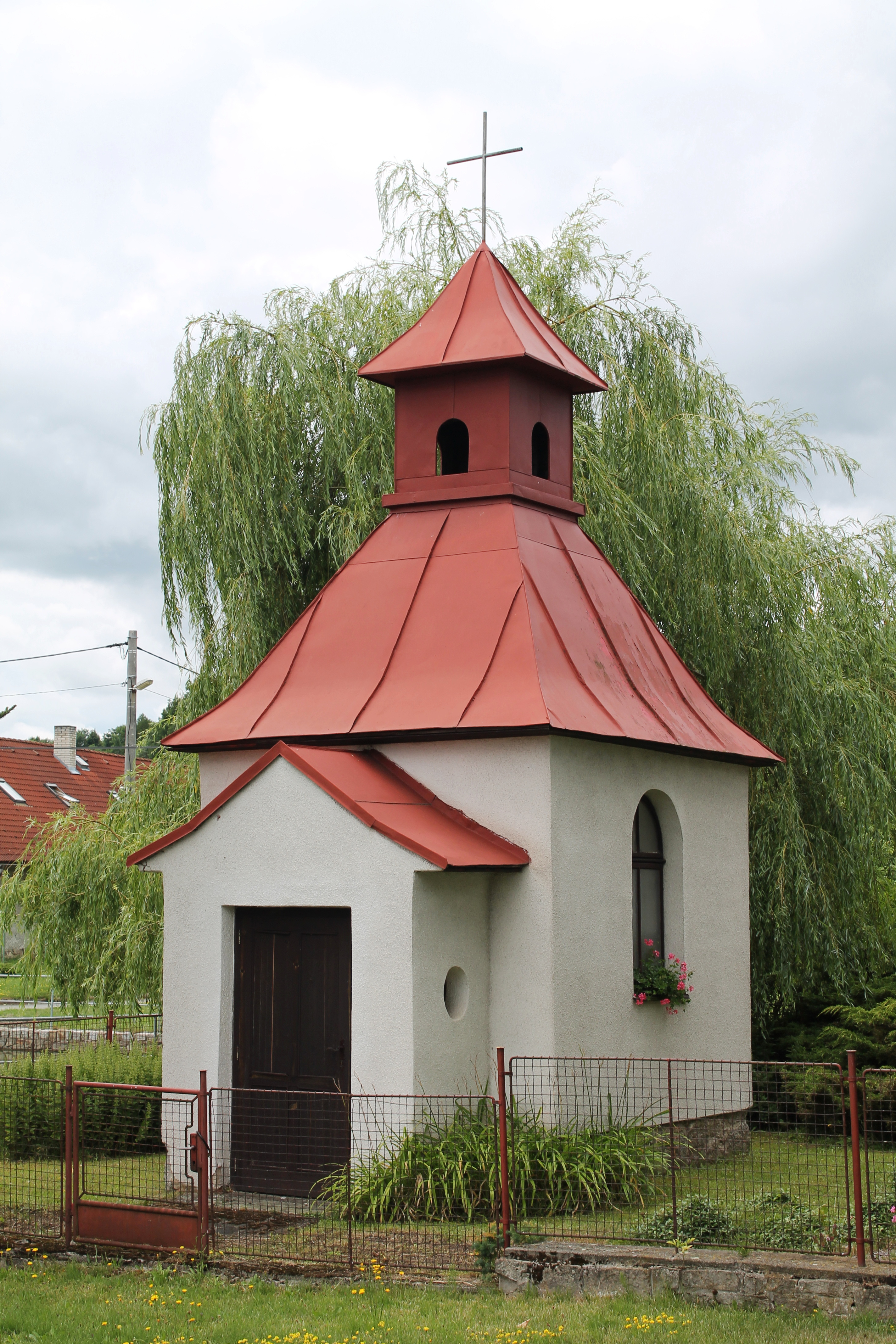
Kapelle auf dem Dorfplatz

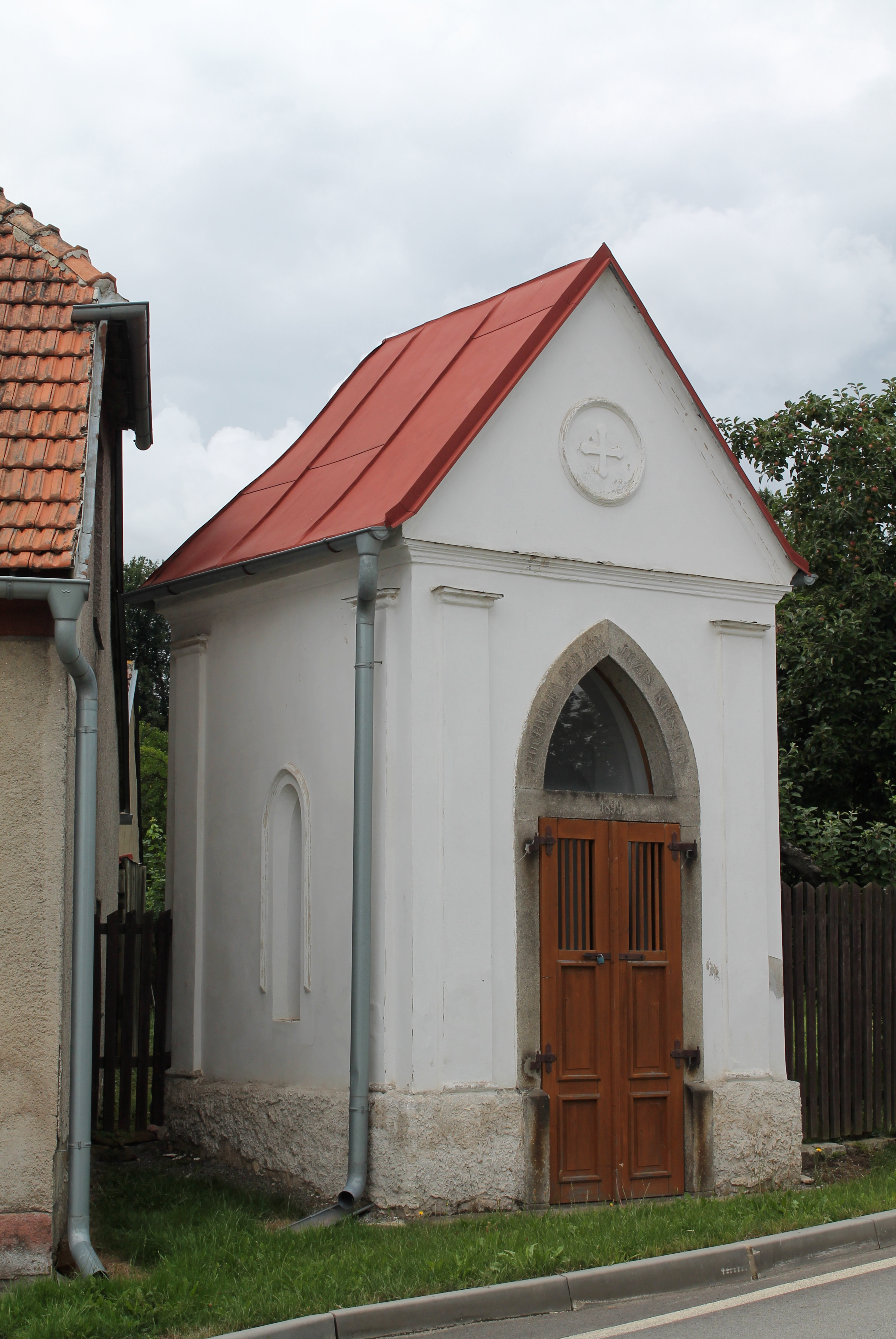
Kapelle des hl. Johannes von Nepomuk

Hostětice (deutsch Hostietitz) ist eine Gemeinde in Tschechien. Sie liegt drei Kilometer westlich von Telč (Teltsch) und gehört zum Okres Jihlava.

## Geographie
Der Rundling Hostětice befindet sich im Quellgebiet des Baches Krahulčí potok in der Javořická vrchovina. Nördlich erhebt sich der Na Kopci (643 m n.m.), nordwestlich liegt die Burgruine Štamberk (Sternberg).
Nachbarorte sind Vanov und Šiškův Mlýn im Norden, Volevčice und Mysliboř im Nordosten, Myslivna und Telč im Osten, Staré Město im Südosten, Krahulčí und Valcha im Süden, Papírna, Dobrá Voda und Praskolesy im Südwesten, Mrákotín im Westen sowie Částkovice und Lhotka im Nordwesten.

## Geschichte
Die erste urkundliche Erwähnung von Hosczieczicz erfolgte 1366, als Meinhard von Neuhaus die Herrschaft Teltsch mit der Stadt Teltsch und elf Dörfern seinen Neffen Heinrich und Henslin landtäflig überschrieb. Der Ortsname leitet sich vom Personennamen Hosťata ab. Seit 1447 ist der Ortsnamensform Hostětice nachweislich. Nach dem Tod des letzten männlichen Nachkommen der Herren von Neuhaus, Joachim Ulrich von Neuhaus, erbte dessen Besitzungen 1604 seine Tochter Lucie Ottilie, die seit 1602 mit Wilhelm Slawata verheiratet war. Nach dem Tod des letzten Grafen Slavata von Chlum und Koschumberg fiel Hostětice als Teil der Herrschaft Teltsch 1702 an Franz Anton von Liechtenstein-Kastelkorn, dessen gleichnamiger Enkel die Herrschaft 1754 an Alois Podstatský von Prusinowitz vererbte. Im Jahre 1791 lebten in den 16 Häusern von Hostietitz 94 Personen. Zum Dorf gehörten 160 Joch mittelmäßiges Ackerland. Hostietitz unterstand der Niederen Gerichtsbarkeit des Richters in Groß Wanau und verwendete im 18. Jahrhundert auch die Groß Wanauer Petschaft.
Im Jahre 1835 bestand das im Iglauer Kreis gelegene Dorf Hostietitz bzw. Hostětice aus 16 Häusern mit 93 mährischsprachigen und katholischen Einwohnern. Die Kinder wurden in Krahultsch unterrichtet. Pfarrort war Teltsch.  Bis zur Mitte des 19. Jahrhunderts blieb das Dorf der Fideikommissherrschaft Teltsch untertänig, Besitzer waren die Grafen von Podstatzky-Liechtenstein.
Nach der Aufhebung der Patrimonialherrschaften bildete Hostětice / Hostietitz ab 1849 eine Gemeinde im Gerichtsbezirk Teltsch. Ab 1869 gehörte Hoštětice zum Bezirk Datschitz. Zu dieser Zeit hatte die Gemeinde 103 Einwohner und bestand aus 16 Häusern. Im Jahre 1900 lebten in Hostětice 88 Personen, 1910 waren es 86. Der Rechtsanwalt Jan Pohl aus Telč erwarb zu Beginn des 20. Jahrhunderts zwei Grundstücke in Hostětice und ließ eine Villa erbauen. Er widmete sich intensiv dem Obstbau und der Bienenzucht. Die Hostietitzer Kirschen erlangten in dieser Zeit Bekanntheit.
Nach dem Zusammenbruch der k.k. Monarchie wurde die Gemeinde 1918 Teil der neu gebildeten Tschechoslowakei. Beim Zensus von 1921 lebten in den 18 Häusern der Gemeinde Hostětice / Hostietitz 82 Tschechen.  Im Jahre 1930 bestand die Gemeinde Hostětice aus 21 Häusern und hatte 95 Einwohner. Zwischen 1939 und 1945 war die Gemeinde Teil des Protektorats Böhmen und Mähren. Nach dem Ende des Zweiten Weltkrieges wurde Hostětice wieder Teil der Tschechoslowakei. 1949 erfolgte die Umgliederung in den Okres Třešť. Im Jahre 1950 lebten in den 23 Häusern von Hostětice 98 Personen. Im Jahre 1953 wurde eine gemeinsame JZD mit Částkovice gegründet. 1959 erfolgte die Eingemeindung von Částkovice. Seit 1961 gehört Hostětice zum Okres Jihlava. Im Jahre 1970 hatte Hostětice 78 Einwohner. Die JZD Hostětice-Částkovice wurde 1973 der JZD Mrákotín zugeschlagen. Die Kirschplantage wurde im Januar 1989 abgeholzt und in ein Feld umgewandelt. Im Jahre 1991 lebten in den 24 Wohnhäusern des Dorfes Hostětice 82 Personen. Beim Zensus von 2011 bestand die Gemeinde aus 53 Häusern und hatte 133 Einwohner, davon 69 in Částkovice (22 Häuser) und 64 in Hostětice (31 Häuser).

## Gemeindegliederung
Die Gemeinde Hostětice besteht aus den Ortsteilen Částkovice (Tschaskowitz) und Hostětice (Hostietitz). Das Gemeindegebiet gliedert sich in die Katastralbezirke Částkovice u Hostětic (233 ha) und Hostětice (217 ha). Sitz der Gemeindeverwaltung ist Částkovice.

## Sehenswürdigkeiten
- Kapelle auf dem Dorfplatz, errichtet in den 1950er Jahren. Sie wurde 1952 vom Telčer Pfarrer Otakar Jindra geweiht. Im Jahre 2019 erfolgte eine Sanierung.[5]
- Neugotische Kapelle des hl. Johannes von Nepomuk, neben dem Haus Nr. 19, erbaut zu Beginn des 20. Jahrhunderts für Jan Pohl
- Caroluskapelle, nordöstlich des Dorfes an der Gemarkungsgrenze mit Štěpnice
- Zwei Flurkreuze
- Gedenkstein für Antonie Svátková, südwestlich des Dorfes im Wald Lísek
- Villa Pohl (Pohlova vila), errichtet zu Beginn des 20. Jahrhunderts im Stil der Moderne für den Telčer Rechtsanwalt Jan Pohl. Der Pohlsche Besitz wurde nach dem Februarumsturz von 1948 konfisziert und dem Örtlichen Nationalausschuss übereignet. 1977 wurde die Villa an die Eheleute Kernstock verkauft. Sie befindet sich in einem baufälligen Zustand.[6]